# Tyrannochthonius assimilis
Espèce
Tyrannochthonius assimilis est une espèce de pseudoscorpions de la famille des Chthoniidae.

## Distribution
Cette espèce est endémique de Corée du Sud. Elle se rencontre sur le mont Wolchul.

## Publication originale
- Hong & Kim, 1993 : A check list and key to the order Pseudoscorpiones of Korea with description of one new species from the genus Tyrannochthonius. Korean Journal of Entomology, vol. 23, p. 1-4.